# WEC Le Mans
WEC Le Mans 24, meglio noto come WEC Le Mans, è un videogioco arcade di corse automobilistiche ispirato alla 24 Ore di Le Mans, pubblicato nel 1986 dalla Konami. Conversioni per gli home computer Amstrad CPC, Commodore 64, MSX e ZX Spectrum vennero pubblicate nel 1988 dalla Imagine Software, all'epoca divenuta un marchio della Ocean Software. Conversioni per Amiga e Atari ST furono annunciate, ma poi annullate per ragioni sconosciute.
WEC Le Mans 24 è il titolo ufficiale dell'arcade originale, mentre le conversioni sono intitolate WEC Le Mans, con il "24" mostrato unicamente nel logo di copertina. WEC è la sigla del Campionato del mondo endurance. La versione arcade dichiara l'approvazione ufficiale dell'Automobile Club de l'Ouest.

## Modalità di gioco
Si pilota un'auto vista in terza persona da dietro su un circuito stradale mostrato con prospettiva tridimensionale, che presenta anche salite e discese. C'è un'unica pista, ispirata al reale circuito di Le Mans. Si incontrano continuamente auto avversarie anonime, la cui velocità massima è minore di quella del giocatore, che devono essere evitate. Ai lati della pista sono presenti numerosi ostacoli, tra cui nella versione arcade anche molti cartelloni pubblicitari di marchi realistici.
I controlli sono sterzo, accelerazione, frenata e cambio tra due sole marce. Bisogna fare attenzione anche allo slittamento da sovrasterzo, mentre uscire sull'erba fa rallentare. In caso di scontro con un'auto avversaria o con un ostacolo a bordo pista si subisce un testacoda o un cappottamento in aria molto vistoso (assente su Spectrum/MSX), dopodiché si può ripartire senza danni, ma con una perdita di tempo prezioso. Per ottenere la vittoria si devono completare quattro giri, ognuno comprendente tre checkpoint; se si esaurisce il tempo prima di arrivare a un checkpoint la partita termina, e non c'è l'opzione continua.
In base al giro raggiunto, per rappresentare la gara reale che dura 24 ore, la giornata scorre e lo scenario varia da giorno a tramonto, notte, alba, nuvole temporalesche e di nuovo giorno. Nelle conversioni questo effetto è presente soltanto su Commodore 64, più semplificato, mentre nelle altre resta sempre giorno.

## Cabinato

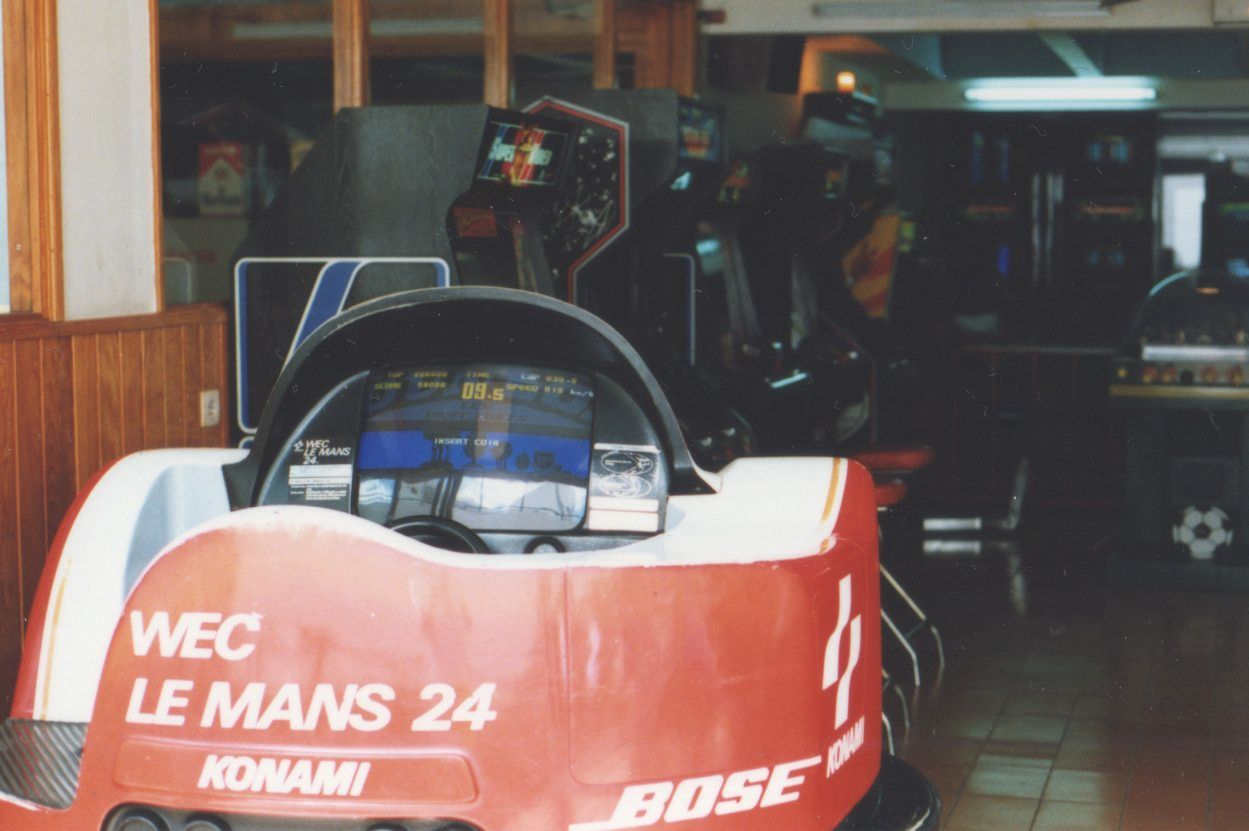
Il cabinato Big Spin

Il cabinato arcade venne prodotto in tre versioni. Il più avanzato, detto Big Spin ("gran giro"), è di tipo con sedile e ha una forma quasi circolare, con diametro di circa 157 cm, che assomiglia all'auto del giocatore accorciata. Sobbalza, ondeggia e quando il giocatore ha un incidente può ruotare su sé stesso fino a 180°. Il risultato era a volte giudicato di grande effetto, ma un po' disorientante, inoltre era costoso: circa 7000 sterline nel Regno Unito. Il meno avanzato Mini Spin è sempre con seduta, ma meno ingombrante e più limitato nei movimenti. Infine era disponibile il semplice cabinato verticale senza seduta, dotato però di effetti di vibrazione sul volante. Lo schermo non varia nelle tre versioni ed è sempre da 20 pollici.

## Accoglienza
Dalla critica dei suoi tempi, WEC Le Mans venne messo a confronto spesso con il celebre e tecnicamente simile Out Run, sia nella versione arcade sia nelle conversioni.
L'arcade uscì poche settimane dopo Out Run e, come molti altri giochi di corse del periodo, finì per essere messo in ombra dal grande successo del concorrente. Entrambi offrivano ottima realizzazione tecnica a scalatura di sprite e caratteristici cabinati mobili, ma forse WEC Le Mans ebbe meno successo a causa della sua tendenza a essere un simulatore relativamente più realistico e impegnativo.
A ogni modo, WEC Le Mans da sala giochi fu di solito molto apprezzato dalla critica, specialmente in versione Big Spin, a volte venendo anche preferito a Out Run. Ottennero generalmente buoni giudizi anche le conversioni domestiche per Amstrad CPC e ZX Spectrum (quella per MSX, meno trattata dalla stampa, è un porting quasi identico della versione Spectrum). Fa eccezione la versione Commodore 64, che al contrario fu sempre considerata inferiore alle controparti e affetta da numerosi difetti, con giudizi complessivi anche molto negativi.

## Eredità
Il successo di WEC Le Mans non fu duraturo; non è stato neppure convertito per alcuna console o incluso in raccolte di classici rétro, forse per motivi legati alla licenza della gara reale. Pochi altri titoli successivi sono in qualche modo correlati.
Il meno noto arcade Racin' Force, prodotto dalla Konami nel 1994, viene occasionalmente considerato il seguito di WEC Le Mans, anche se non fu presentato come tale. Sostanzialmente Racin' Force è un aggiornamento del gioco precedente senza la licenza, con più circuiti e con la possibilità di multigiocatore collegando più cabinati.
Konami inoltre riutilizzò l'hardware di WEC Le Mans per il poco noto arcade Hot Chase del 1988.
Burnin' Rubber (1990), titolo di lancio dell'Amstrad CPC Plus realizzato dalla Ocean, è evidentemente basato non ufficialmente su WEC Le Mans, compreso il ciclo giorno/notte, assente invece nella conversione Amstrad ufficiale.
Il semisconosciuto arcade Speed King, o Road Rage in Occidente, pubblicato dalla Konami nel 1995 (poi convertito per PlayStation) e ambientato nel mondo futuristico di Snatcher, secondo Tanaka Fumiaki della Konami è direttamente ispirato a WEC Le Mans per quanto riguarda l'abitacolo mobile.